# Boarmia laeca
Boarmia laeca är en fjärilsart som beskrevs av William Schaus 1912. Boarmia laeca ingår i släktet Boarmia och familjen mätare. Inga underarter finns listade i Catalogue of Life.